# Marcus Tatius
Marcus Tatius, auch (Marcus) Tatius Alpinus, vermutlich Marcus Tach (?) (* um 1509 in Zernez; † 12. Juli 1562 in Freising), war ein Schweizer Humanist, Übersetzer und Poet. 1541 wurde er zum Poeta laureatus gekrönt.

## Leben
Marcus Tatius entstammte einer armen Familie im Engadin, Kanton Graubünden. Wohl über seinen Vater, der niederer Kirchendiener im Zernez war, gelangte er an die Domschule zu Chur. Auf Empfehlung des Bischofs von Chur Paul Ziegler kam Marcus Tatius Ende der 1520er-Jahre als Schüler zu Wolfgang Anemoecius (Wolfgang Winthauser) nach St. Peter in München. Seinen Lebensunterhalt bestritt er zunächst durch Musizieren und Betteln, um dann Münchner Bürgersöhne zu unterrichten.
1532 wurde er Erzieher in Augsburg im Haus von Raymund Fugger. In diese Zeit fiel auch sein Erstlingswerk Progymnasmata. Nach Raymunds 1535 übernahm er eine Anstellung bei Hieronymus Fugger.
1539/1540 wurde er Professor für Poesie in Ingolstadt. 1540 fiel Tatius aus unbekannten Gründen in Ungnade und musste vorübergehend nach Straßburg ausweichen. 1541 wurde er ihm die Dichterkrone verliehen. Er war damit nach Konrad Celtis (1487) und Jakob Locher (1497) der dritte Poeta laureatus, der an der Universität Ingolstadt lehrte. Nach der Promotion zum Doktor beider Rechte 1548/1550 kam er als Assessor an das Reichskammergericht in Speyer. 1559 wurde er Kanzler des Bistums Freising (heute Erzbistum München und Freising). Marcus Tatius starb 1562 in Freising. Er wurde vermutlich in der dortigen Johanniskirche beigesetzt.

## Werke
Marcus Tatius verfasste lateinische Gelegenheitsdichtungen und übersetzte lateinische Werke der Spätantike und der Renaissance ins Deutsche.
- Progymnasmata. Heinrich Steyner, Augsburg 1533.
- Warhafftige Hiſtori vnd beſchreybung / von dem Troianiſchen krieg vnd zerſtörung der Stat Troie / Durch die hochgeachten Geſchichtſchreiber / Dictyn Cretenſem / vñ Darem Phrygium / Erſtlich in Griechiſcher ſprach beſchribē / darnach Latein / vñ yetzund newlich durch Marcum Tatium &c. Auß dē Latein ins Teütſch verwandelt / vormals nie geſehen / mit durchauß ſchoenen figuren gezieret. Heinrich Steyner, Augsburg 1536.
- Polydorvs Vergilivs Vrbinas: Von den erfyndern der dyngen. [= De inventoribus rerum] Wie vnd durch woelche / alle ding / Nämlichen / alle Künſten / Handtwer(ck) / Auch all andere Haendel / Geyſtliche vnd Weltliche ſachen / Als Policeyen / Religiones / Orden / Ceremonien / vnnd anders &c. betreffende / von dem mayſten / biß auff das mynnſte / nichts außgelaſſen / Von anfang der Welt her / biß auff diſe vnſere zeit / geuebt vñ gepraucht / Durch Polydorum Vergilium / von Vrbin / in Acht buecheren / aygentlich im Latein beſchriben / vnd jetund newlich durch Marcum Tatium Alpinū / grüntlich / vñ aufs fleiſſigſt jñs Teütſch tranſferiert vñ gepracht / mit ſchoenen figuren durchauß gezyeret / jedem Menſchen nutzlich vnd kurtzweylig zů leſen. Heinrich Steyner, Augsburg 1537 (Digitalisat).
- Ad Ferdinandvm Caesarem Semper Avgvstvm, Carmen. Rihel, Strassburg 1540.
- Nobilissimi Ornatissimiqve Ivvenis Ac Domini D. Osualdi ab Ecche [vermutl. Oswald von Eck, Sohn von Leonhard von Eck] in Volphs Ecche, et Rhand Ecche. &c. Et Annae à Binzenaue […] Virginis Epithalamion / M. Tatio Alpino Poeta Imperatorio authore. Ottmar, Augsburg 1544.